# تاريخ الأندلس
الأندلس هو الاسم الذي أطلقه المسلمون على شبه جزيرة أيبيريا عام 711م. بعد أن دخلها المسلمون بقيادة طارق بن زياد وموسى بن نصير وضمّوها للخلافة الأموية واستمر وجود المسلمين فيها حتى سقوط مملكة غرناطة عام 1492.
مما جعل الأندلس تحت الحكم الإسلامي لمدة تقارب الثمانية قرون. 

## مرحلة ما قبل فتح الأندلس
حقّق المسلمون تقدّماً واسعاً في شمال أفريقيا، ووصلوا إلى المغرب الأقصى (يقابل ما يُعرف اليوم بالمملكة المغربية) المواجه لشبه جزيرة أيبيريا. وذلك في عهد الوليد بن عبد الملك (86-96هـ). ثم استُبدلَ القائد حسان بن النعمان ، والي أفريقيا وفاتحها ، عام (85هـ)، بموسى بن نصير الذي توجّه من مصر إلى القيروان مصطحباً أولاده الأربعة الذين كانت لهم أدوار مهمة في التوسعات.
شرعَ موسى بن نصير بتثبيت الدين الإسلامي في الأمازيغ، واعتمد سياسة معتدلة ومنفتحة تجاه البربر مما حوّل معظمهم إلى حلفاء له ، بل دخلوا في الإسلام وأصبحوا فيما بعد عمادَ سقوط الأندلس في يد المسلمين بقيادة طارق بن زياد ، وقام بمعالجة نقاط الضعف التي واجهت المسلمين هناك، فقرّر العمل على تقوية البحرية الإسلامية ، وجعل القيروان قاعدة حصينة في قلب أفريقيا، واستكمل التوسع في شمال أفريقيا وتأمين المنطقة درءاً لتمرّدٍ قد ينشأ ضد السيادة الإسلامية، وتمكن المسلمون من الاستيلاء على طنجة ذات الموقع المهم بين القارتين الأوروبية والأفريقية عام (89هـ/ 708م)، وحوّلها موسى بن نصير إلى مركز عسكري لتموين الحملات باتجاه المناطق المجاورة.
لكنّ مدينة سبتة عصت على تلك الفتوحات، حيث استطاع حاكمها الوالي البيزنطي يوليان الصمود بوجه المسلمين. لكنه فيما بعد لعبَ دوراً أساسياً في تشجيعهم ومساعدتهم على عبور المضيق إلى الأندلس.

## الفتح الإسلامي للأندلس
في عهد الدرنات بين عامى (92 - 93 هـ) في الخلافة الأموية وفي عام 711 م أرسل موسى بن نصير القائد الشاب طارق بن زياد من طنجة مع جيش صغير من البربر والعرب يوم 30 أبريل 711، عبر المضيق الذي سمي على اسمه، ثم استطاع الانتصار على القوط الغربيين وقتل ملكهم لذريق (Roderic or Rodrigo) في معركة جواداليتي في 19 يوليو 711. أو معركة وادي برباط في 28 رمضان 92 هجري.
وظلت الأندلس بعد ذلك خاضعة للخلافة الأموية كإحدى الولايات الرئيسة، إلى أن سقطت الخلافة الأموية سنة (132هـ)، واتجه العباسيون إلى استئصال الأمويين. وتمكن عبد الرحمن بن معاوية -عبد الرحمن الداخل- أن يفلت من قبضة العباسيين، فهرب إلى أخواله في الشمال الإفريقي، وأقام عندهم فترة من الزمن، ثم فكر في دخول الأندلس ليبتعد عن العباسيين، فراسل الأمويين في الأندلس.
بحلول عام 718 استولى المسلمون على معظم أيبيريا عدا جيباً صغيراً في الركن الشمالي الغربي حيث أسس النبيل القوطي بيلايو مملكة أستورياس في العام نفسه 718. واستطاع بيلايو الدفاع عن مملكته في وجه المسلمين في معركة كوفادونجا عام 722.واستمر موسى ابن النصير في محاولاته لفتح الأندلس.

## التوسع الإسلامي

التمدد الإسلامي في أقصى اتساعه.

واصل المسلمون التوسع بعد السيطرة على معظم أيبيريا لينتقلوا شمالاً عبر جبال البرنييه حتى وصلوا وسط فرنسا وغرب سويسرا. هـُزم الجيش الإسلامي في معركة بلاط الشهداء (بواتييه) عام 732 أمام قائد الفرنجة شارل مارتل.
محاولة السيطرة على البرتغال:
أرسل القائد موسى بن نصير إلى ابنه عبدالعزيز ليستكمل الغزوات في غرب الأندلس حتى وصل إلى لشبونة.

## خلافة قرطبة
تشمل هذة الفترة قيام الدولة الأموية في الأندلس ما بين دخول عبد الرحمن الداخل قادماً من دمشق إلى شمال أفريقيا ثم الأندلس 136 هجرية حتى آخر خليفة أموي في الأندلس وهو هشام الثالث المعتد بالله سنة 416 هجرية وازدهار عصر الدولة الأموية في الأندلس.
وأسس الأمويون حضارة إسلامية قوية في مدن الأندلس المختلفة. وهي أطول وأهم الفترات التي استقر فيها المسلمون في الأندلس الدولة الأموية ونقلوا إليها الحضارة الأدب والفن والعمارة الإسلامية، واثار الأمويون تكون الطابع الغالب على الأندلس بأكملها ومن روائع ما خلفه الأمويون مسجد قرطبة.
وقد كان ل عبد الرحمن الداخل جهود حضارية متميزة فقد جمل مدينة قرطبة وأحاطها بأسوار عالية وشيد بها المباني الفخمة والحمامات على شاكلة الحمامات في دمشق والمدن الإسلامية والمدارس والمنتديات والمكتبات.
وكان الطراز الأموي هو أبرز سمات الفن الأندلسي وبرع الأمويون في شتى الفنون فن النحت على الخشب والزخرفة والنسيج والتحف المعدنية والنحاسية التي نقلوا صناعتها من دمشق حيث أصبحت مدن الأندلس منارة للعلم والحضارة وكانت قرطبة تنار بالمصابيح ليلا لمسافة 16 كم واحاط الخلفاء الأمويون مدن الأندلس بالحدائق الغناء فكانت قبلة للناظرين وما تركوه وخلفوه لنا من اثار ينطق بالعظمة والجلال.
حكام الأندلس الأمويين هم بالترتيب:
- عبد الرحمن الداخل الملقب (صقر قريش) - حتى عام 172 هجرية
- هشام الأول بن عبد الرحمن الملقب (الرضا ) - من عام 172 إلى عام 180 هجرية
- الحكم بن هشام الملقب ( الربضي ) - من عام 180 إلى عام 206 هجرية
- عبد الرحمن الأوسط بن هشام - من عام 206 إلى عام 238 هجرية
- محمد بن عبد الرحمن - من عام 238 إلى عام 273 هجرية
- المنذر بن محمد - من عام 273 إلى عام 275 هجرية
- عبد الله بن محمد - من عام 275 إلى عام 300 هجرية
- عبد الرحمن الثالث الناصر - من عام 300 إلى عام 350 هجرية
- الحكم بن عبد الرحمن - من عام 350 إلى عام 366 هجرية
- هشام الثاني بن الحكم - من عام 366 إلى عام 399

## ملوك الطوائف
بدأ عصر ملوك الطوائف بالأندلس عام (422هـ) عندما أعلن الوزير أبو الحزم بن جهور سقوط الدولة الأموية بالأندلس، وكان هذا الإعلان بمثابة إشارة البدء لكل أمير من أمراء الأندلس ليتجه كل واحد منهم إلى بناء دويلة صغيرة على أملاكه ومقاطعاته، ويؤسس أسرة حاكمة من أهله وذويه، وبلغت هذه الأسر الحاكمة أكثر من عشرين أسرة أهمها:
- - بنو عباد بإشبيلية (414هـ - 484هـ).
- - بنو جهور في قرطبة (422هـ - 449هـ).
- - بنو حمود بمالقة (407هـ - 449هـ).
- - بنو زيري بغرناطة (403هـ - 483هـ).
- - بنو هود بسرقسطة (410هـ - 536هـ).
- - بنو رزين بالسهلة (402هـ - 497هـ).
- - بنو ذي النون بطليطلة (400هـ - 478هـ).
- - بنو الأفطس في بطليوس (413هـ - 487هـ).
- - بنو عامر في بلنسية 1016-1085 م.

## دولتاالمرابطينوالموحدين
بسبب ضعف دول الطوائف عن الدفاع عن التراب الأندلسي ضد الهجوم الإسباني وسقوط طليطلة في ايدي الإسبان، طلب الأندلسيون المعونة من قائد المرابطين في المغرب الأمير يوسف بن تاشفين ان يهب لمساعدة الأندلس وانتهت مساعدته بهزيمة كاسحة للإسبان في موقعة الزلاقة واستعادة بعض المدن لكنه فشل في استعادة طليطلة والقضاء على ملوك الطوائف وأصبحت الأندلس تابعة لدولة المرابطين في الأندلس الذين دافعوا عن الأندلس ضد الإسبان في عدة مواقع إلا أنهم فشلوا في الدفاع عن سرقسطة
بقيام الثورة في المغرب بقيادة الموحدين وانهيار دولة المرابطون تحولت تبعية الأندلس إلى الموحدين الذين حملو راية الدفاع عن الأندلس في عدة مواقع اشهرها معركة الارك ولكن جيوش الموحدين ما لبث ان هزمت في موقعة العقاب على الرغم من ضخامتها وكبرها مما تسبب في انهيار دولة الموحدين نهائيا ومع انهيار الحكم الموحدي في الأندلس بدءت مرحلة جدية من الانهيار في الأندلس.

## سقوط الأندلس

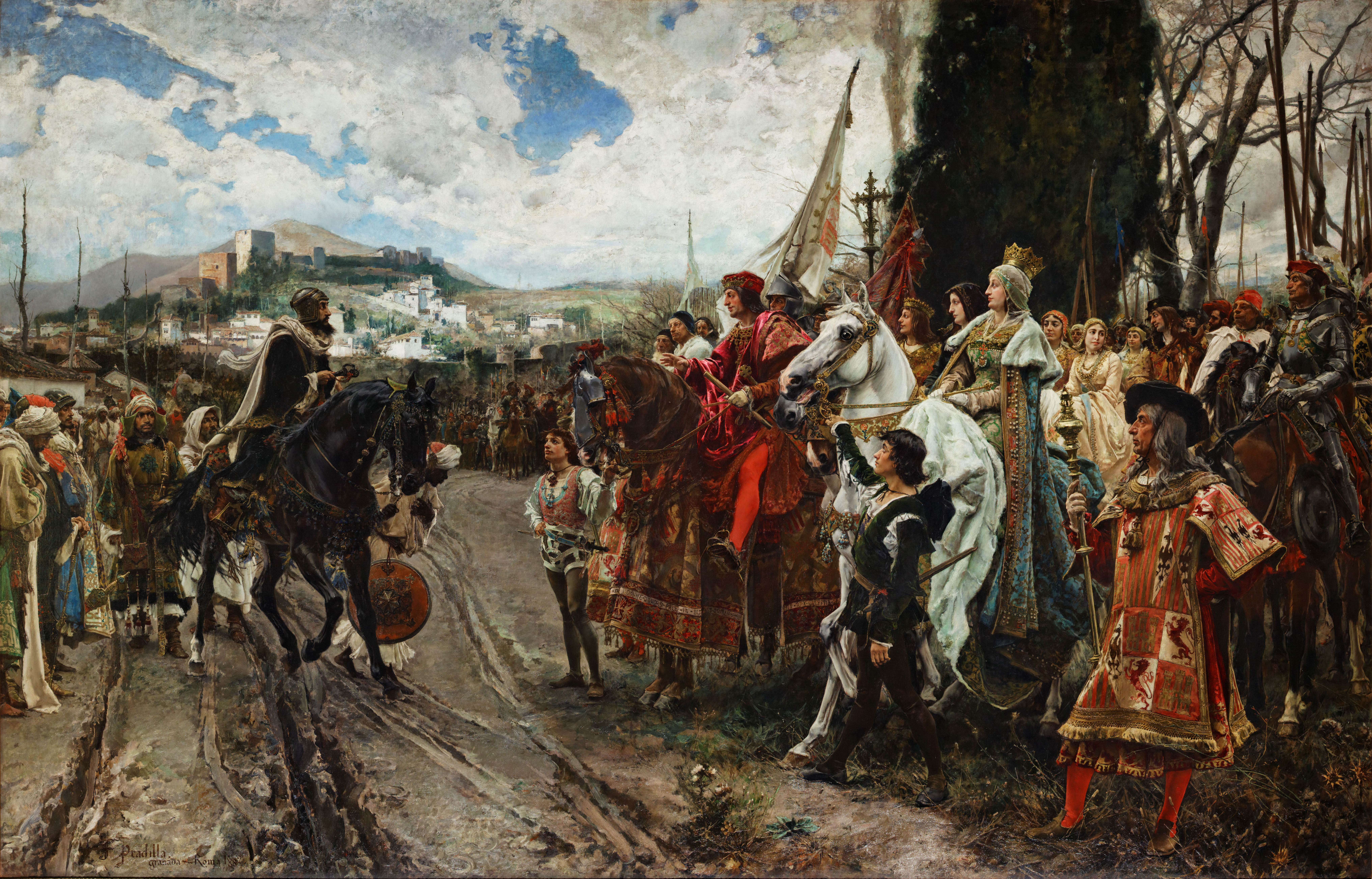
خروج الملك أبو عبد الله محمد الثاني عشر لتسليم مفاتيح الحمراء إلى ملكي قشتالة وأرغون. لوحة لفرنثيسكو براديا، القرن 19

في عام 1492 سقطت غرناطة بعد حصارها من قبل قوات الملوك الكاثوليك.

## وصلات خارجية
- تاريخ الأندلس من خلال مخطوط تاريخ الأندلس لإسماعيل بن أمير المؤمنين
- تاريخ المسلمين في الأندلس للدكتور محمد سهيل طقّوش
- المجتمع الأندلسي في القرن الرابع الهجري من خلال شهادة مؤرخ معاصر

## مقالات ذات علاقة
- التسلسل الزمني لتاريخ الأندلس
- الفتح الإسلامي للأندلس
- الأندلس في القرن الخامس الهجري
- ملوك الطوائف
- الشرق (معرض)
- تاريخ منطقة الأندلس